# Свята криниця (пам'ятка природи)
Свята́ крини́ця — гідрологічна пам'ятка природи місцевого значення в Україні. Об'єкт природно-заповідного фонду Хмельницької області. 
Розташована в межах Шепетівського району Хмельницької області, на схід від міста Славута. 
Площа 1 га. Статус присвоєно згідно з рішенням сесії обласної ради народних депутатів від 25.12.1992 року № 7. Перебуває у віданні ДП «Славутський лісгосп» (Славутське лісництво, кв. 21, вид. 14). 
Статус присвоєно для збереження потужного джерела з чистою водою, розташованого серед лісового масиву. Джерело живить невеликий потічок, який впадає в річку Утка.